# Ada Kok
Aagje ("Ada") Kok (Amsterdã, 6 de junho de 1947) é uma ex-nadadora holandesa, ganhadora de uma medalha de ouro nos Jogos Olímpicos da Cidade do México em 1968.
Foi recordista mundial dos 100 metros borboleta entre 1963 e 1964, e entre 1965 e 1970, e dos 200 metros borboleta entre 1965 e 1970.